# Ludwig Dahlberg
Ludwig Erik Sebastian Dahlberg, född 17 oktober 1978 i Örgryte, Göteborg, är en svensk musiker (trummis). Han är mest känd som en av originalmedlemmarna i garagerockbandet The (International) Noise Conspiracy, vilket han lämnade 2013 för att senare ingå i gruppen Free Fall.
Sedan 2015 är han även trummis i det franska bandet Indochine. Utöver detta har Dahlberg medverkat som skådespelare i TV-serien Upp till kamp, där han spelar rollen som trumslagare i bandet Tommy & the Heartbreakers. Han har även skrivit två musikstycken som finns med i serien: "Frisco" och "We Want Cue".
Han medverkade även som trummis på Toni Holgerssons album Ibland kallar jag det kärlek (2010).
Ludwig Dahlberg är sambo i Paris med skådespelerskan Ruth Vega Fernandez.

### Fotnoter
1. 1 2  ”Ludwig Dahlberg”. Svensk filmdatabas. http://www.sfi.se/sv/svensk-filmdatabas/Item/?type=PERSON&itemid=358149&iv=OVERVIEW&ref=%2ftemplates%2fSwedishFilmSearchResult.aspx%3fid%3d1225%26epslanguage%3dsv%26searchword%3dludwig+dahlberg%26type%3dPerson%26match%3dBegin%26page%3d1%26prom%3dFalse. Läst 19 april 2012.
2. ↑  ”Ludwig Dahlberg”. Svensk mediedatabas. http://smdb.kb.se/catalog/search?q=ludwig+dahlberg+typ%3Afonogram. Läst 19 april 2012.